# Rhaphidophora geniculata
Rhaphidophora geniculata är en kallaväxtart som beskrevs av Adolf Engler. Rhaphidophora geniculata ingår i släktet Rhaphidophora och familjen kallaväxter. Inga underarter finns listade.